# Eleccions al Parlament Basc de 2009
Les eleccions al Parlament Basc de 2009 es van celebrar el dia 1 de març de 2009 i van donar pas a la IX legislatura del País Basc. El mateix dia que s'elegiren els 75 representants del Parlament Basc, també es van celebrar les eleccions al Parlament de Galícia, com havia anunciat el lehendakari Juan José Ibarretxe el 2 de gener de 2009.

## Candidats
Els candidats a la presidència del Govern Basc, de candidatures que van obtenir representació en els darrers comicis, foren:

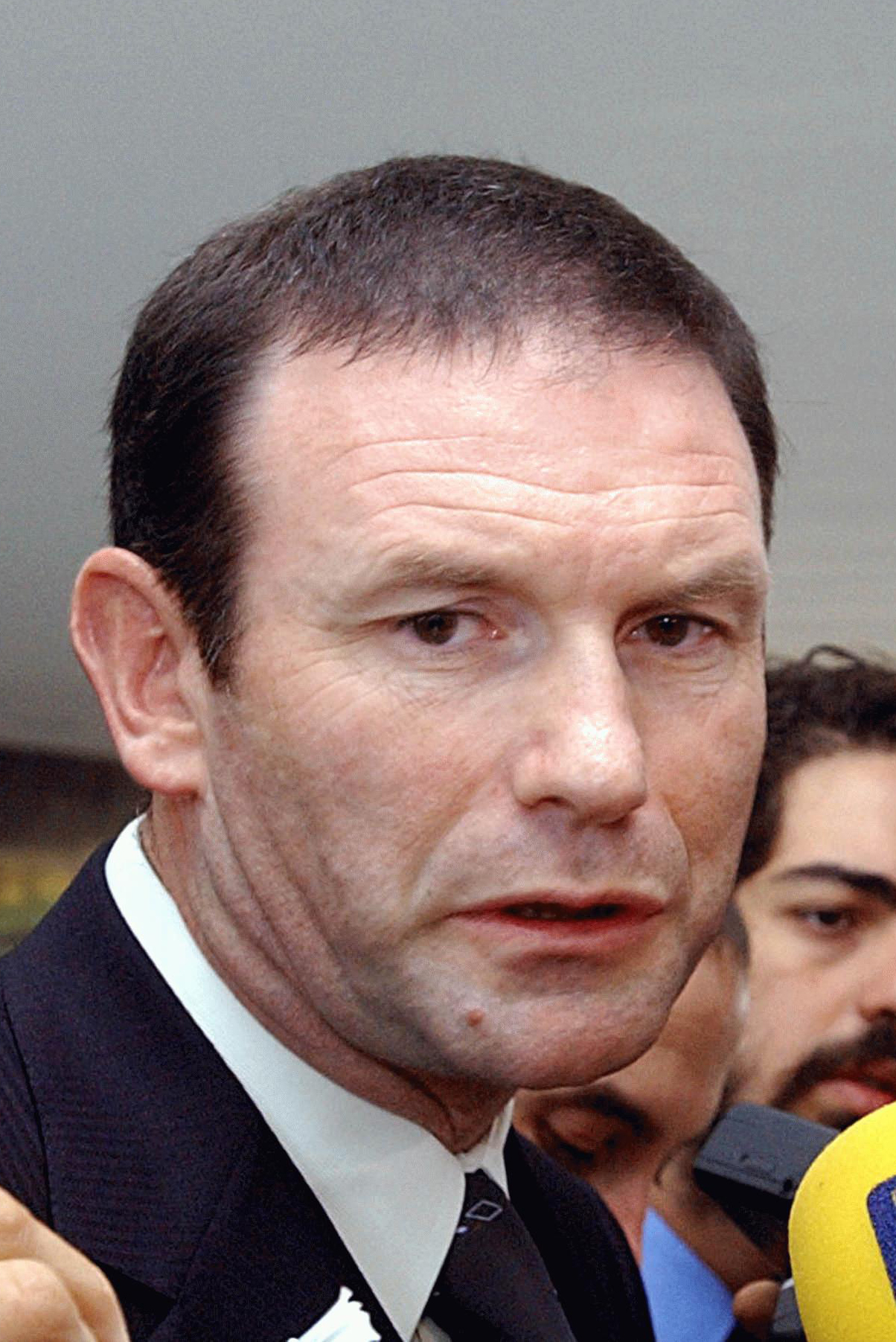
Juan José Ibarretxe (Partit Nacionalista Basc)
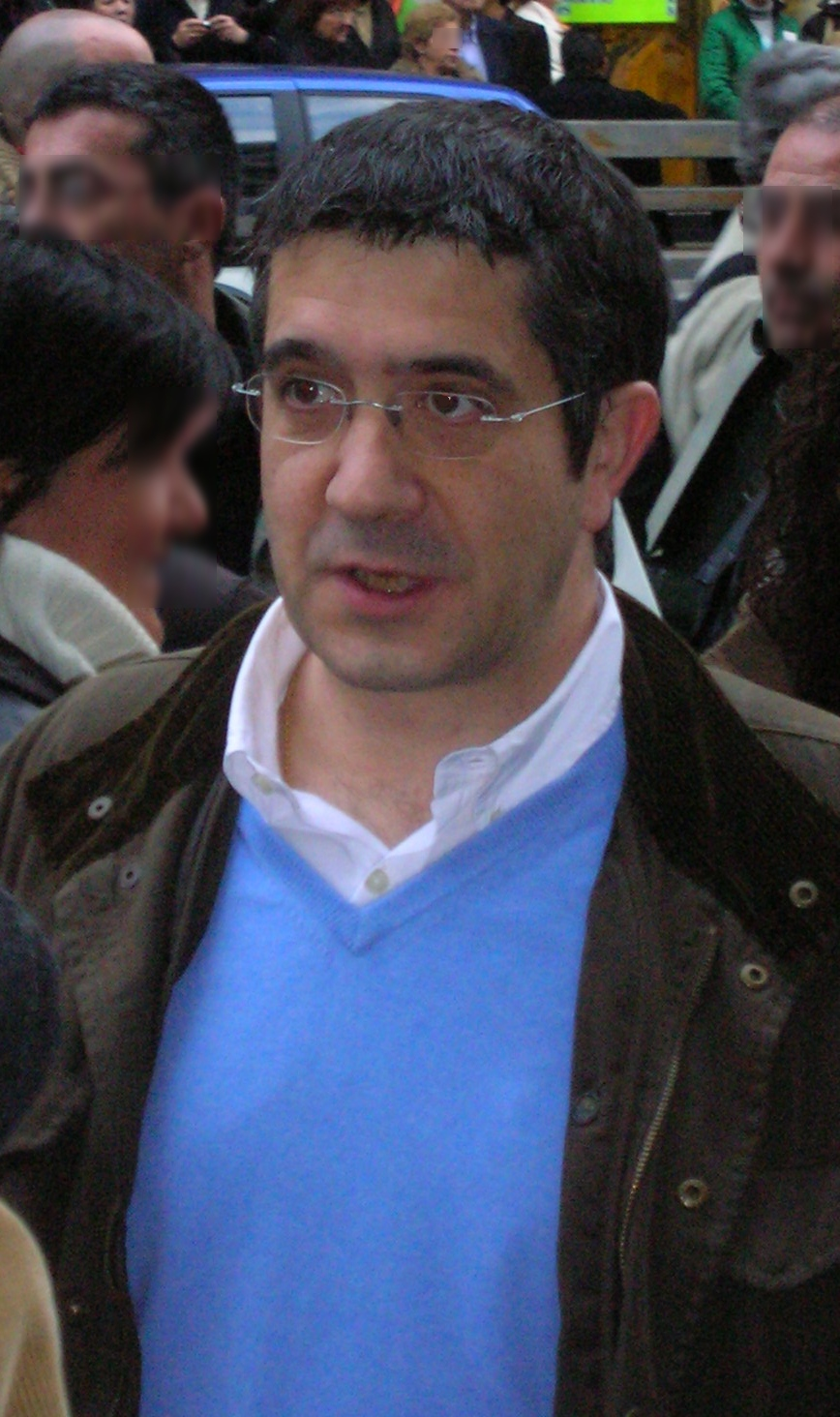
Patxi López (PSE-EE-PSOE)
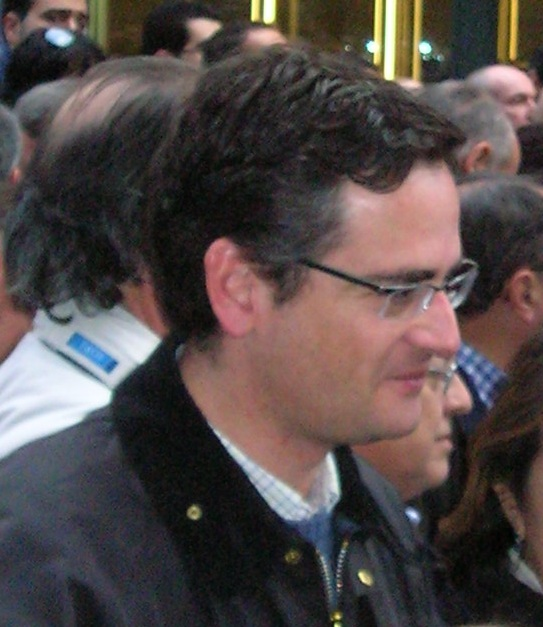
Antonio Basagoiti (Partit Popular)
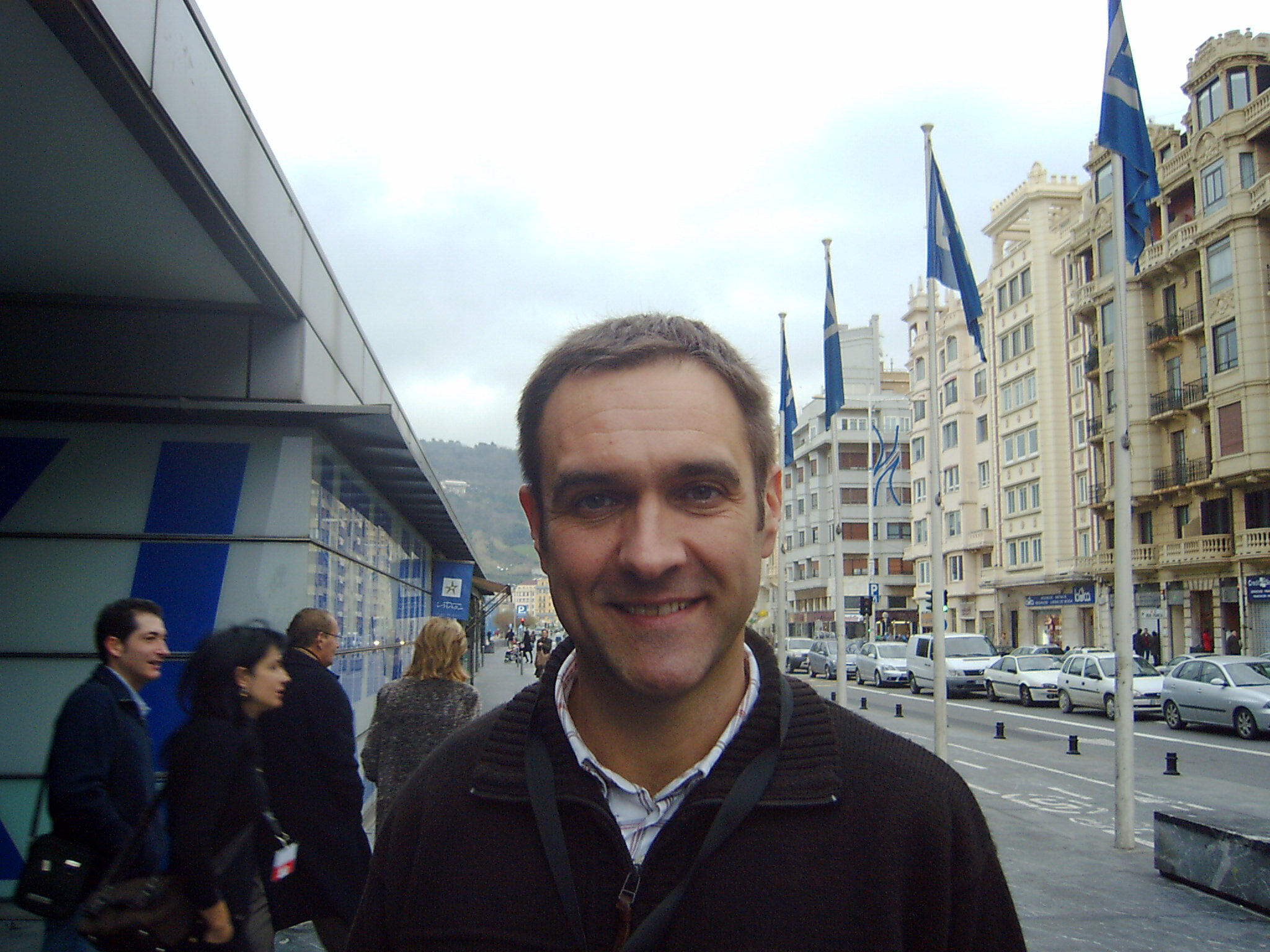
Unai Ziarreta (Eusko Alkartasuna)
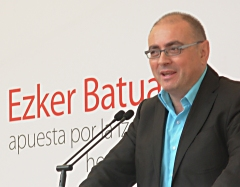
Javier Madrazo (Ezker Batua-Berdeak)

Democràcia Tres Milions, Aralar i Unió, Progrés i Democràcia no van presentar candidat concret a lehendakari.

### Per circumscripcions
A les eleccions al Parlament d'Euskadi existeixen tres circumscripcions, corresponents als lurraldes d'Àlaba, Guipúscoa i Biscaia.
| Candidats per circumscripcions      |                                       |                       |                   |
| Candidatura                         | Àlaba                                 | Guipúscoa             | Biscaia           |
| Partit Nacionalista Basc (EAJ/PNV)  | Juan José Ibarretxe                   | Joseba Egibar         | Izaskun Bilbao    |
| PSE-EE-PSOE                         | Txarli Prieto                         | Iñaki Arriola         | Patxi López       |
| Partit Popular d'Euskadi (PP)       | Iñaki Oyarzabal                       | Arantza Quiroga       | Antonio Basagoiti |
| Democràcia Tres Milions (D3M)Nota 1 | Rosario Las Heras                     | Idoia Ibero           | Itziar Lopategi   |
| Eusko Alkartasuna (EA)              | Rafael Larreina                       | Jesús Mari Larrazabal | Unai Ziarreta     |
| Ezker Batua-Berdeak (EB-B)          | José Miguel Fernández López de Uralde | Mikel Arana           | Javier Madrazo    |
| Aralar                              | Mikel Basabe                          | Aintzane Ezenarro     | Daniel Maeztu     |
| Unió, Progrés i Democràcia (UPyD)   | Gorka Maneiro                         | Maleni San Vicente    | Lidia Brancas     |

També es presenten els següents partits o coalicions:
- A les tres circumscripcions: AskatasunaNota 1, Berdeak i Por Un Mundo Más Justo.
- A les circumscripcions d'Àlaba i Biscaia: Partit Obrer Socialista Internacionalista.
- A la circumscripció de Biscaia: Partit Carlista d'Euskal Herria, Partit Família i Vida, Partit Antitaurí Contra el Maltractament Animal i Partit Humanista.

## Enquestes
Dels diferents sondejos electorals que es feren, un dels pocs que preveia la possibilitat que una candidatura de l'Esquerra abertzale hi pogués concorre fou l'enquesta del diari Público feta el 8 de febrer de 2009. Tanmateix, l'enquesta feta pel Govern Basc pocs dies després publicà una estimació en el total de vots nuls.
| Candidatura                      |                              |                              |                       |                       |                       |                        |                        |                        |                    |                    |                    |                            |                            |                            |       |
| Euskobarómetro novembre 2008     | Euskobarómetro novembre 2008 | Euskobarómetro novembre 2008 | Público 8 febrer 2009 | Público 8 febrer 2009 | Público 8 febrer 2009 | La Razón 9 febrer 2009 | La Razón 9 febrer 2009 | La Razón 9 febrer 2009 | CIS 12 febrer 2009 | CIS 12 febrer 2009 | CIS 12 febrer 2009 | Govern Basc 16 febrer 2009 | Govern Basc 16 febrer 2009 | Govern Basc 16 febrer 2009 |       |
| %                                | Escons                       | Dif.                         | %                     | Escons                | Dif.                  | %                      | Escons                 | Dif.                   | %                  | Escons             | Dif.               | %                          | Escons                     | Dif.                       |       |
| EAJ/PNV                          | 34                           | 26-28                        | +4/+6                 | 32'4                  | 26                    | +4                     |                        | 28-30                  | +6/+8              | 35'3               | 27-28              | +5/+6                      |                            | 26-27                      | +4/+5 |
| PSE-EE-PSOE                      | 31                           | 25-27                        | +7/+9                 | 26'6                  | 23                    | +5                     |                        | 26-27                  | +8/+9              | 27'7               | 26                 | +8                         |                            | 26-27                      | +8/+9 |
| PP                               | 16                           | 13-15                        | -2/=                  | 10'8                  | 10                    | -5                     |                        | 13-14                  | -2/-1              | 13'4               | 11-12              | -4/-3                      |                            | 13                         | -2    |
| EHAK                             |                              |                              |                       | 7'9                   | 6                     | -3                     |                        |                        |                    |                    |                    |                            | Nota 2                     |                            |       |
| EA                               | 4                            | 2-4                          | -5/-3                 | 4'6                   | 3                     | -4                     |                        | 1/2                    | -6/-5              | 5'3                | 3-4                | -4/-3                      |                            | 4                          | -3    |
| EB-B                             | 5                            | 3                            | =                     | 4'9                   | 3-4                   | =/+1                   |                        | 3                      | =                  | 5'1                | 3                  | =                          |                            | 3                          | =     |
| Aralar                           | 3                            | 1                            | =                     | 6'7                   | 3-4                   | +2/+3                  |                        | 1                      | =                  | 4'3                | 3                  | +2                         |                            | 2                          | +1    |
| UPyD                             |                              | 0                            | *                     | 3                     | 0-1                   | *                      |                        | 1                      | *                  | 1'9                | 0/1                | *                          |                            | 0                          | *     |
| Tripartit (PNV+EA+EB-B) + Aralar |                              | (31-35) + (1)                |                       |                       | (32-33) + (3-4)       |                        |                        | (32-35) + (1)          |                    |                    | (34) + (3)         |                            |                            | (33-34) + (2)              |       |

| Candidatura                      |                         |                         |                        |                        |                        |                    |                    |                    |                                            |                                            |                                            |                        |                        |                        |       |
| El Mundo 22 febrer 2009          | El Mundo 22 febrer 2009 | El Mundo 22 febrer 2009 | El País 22 febrer 2009 | El País 22 febrer 2009 | El País 22 febrer 2009 | ABC 22 febrer 2009 | ABC 22 febrer 2009 | ABC 22 febrer 2009 | El Diario Vasco / El Correo 22 febrer 2009 | El Diario Vasco / El Correo 22 febrer 2009 | El Diario Vasco / El Correo 22 febrer 2009 | Público 23 febrer 2009 | Público 23 febrer 2009 | Público 23 febrer 2009 |       |
| %                                | Escons                  | Dif.                    | %                      | Escons                 | Dif.                   | %                  | Escons             | Dif.               | %                                          | Escons                                     | Dif.                                       | %                      | Escons                 | Dif.                   |       |
| EAJ/PNV                          | 36'2                    | 27-29                   | +5/+7                  | 34'5                   | 27                     | +5                 | 37'6               | 30                 | +8                                         | 36'5                                       | 27-29                                      | +5/+7                  | 34'1                   | 26-28                  | +4/+6 |
| PSE-EE-PSOE                      | 28'4                    | 22-25                   | +4/+7                  | 30'2                   | 26                     | +8                 | 31'9               | 25-26              | +7/+8                                      | 32'2                                       | 26-28                                      | +8/+10                 | 29'1                   | 23-25                  | +5/+7 |
| PP                               | 15'1                    | 12-14                   | -3/-1                  | 15'0                   | 13-14                  | -2/-1              | 15'6               | 13                 | -2                                         | 13'9                                       | 11-12                                      | -4/-3                  | 10'9                   | 9-11                   | -6/-4 |
| EHAK                             |                         |                         |                        |                        |                        |                    |                    |                    |                                            |                                            |                                            |                        |                        |                        |       |
| EA                               | 5'7                     | 3                       | -4                     | 4'7                    | 3                      | -4                 | 1'3                | 0-1                | -7/-6                                      | 4'6                                        | 2-4                                        | -5/-3                  | 5'0                    | 3-4                    | -4/-3 |
| EB-B                             | 5'2                     | 3                       | =                      | 5'2                    | 3                      | =                  | 5'8                | 3                  | =                                          | 4'5                                        | 2-3                                        | -1/=                   | 6'0                    | 4                      | +1    |
| Aralar                           | 3'5                     | 2                       | +1                     | 4'1                    | 2                      | +1                 | 3'6                | 2-3                | +1/+2                                      | 5'1                                        | 3                                          | +2                     | 8'4                    | 6                      | +5    |
| UPyD                             | 3'9                     | 2                       | *                      | 1'9                    | 0-1                    | *                  | 2'8                | 1                  | *                                          | 2'5                                        | 1                                          | *                      | 3'1                    | 1-3                    | *     |
| Tripartit (PNV+EA+EB-B) + Aralar |                         | (33-35) + (2)           |                        |                        | (33) + (2)             |                    |                    | (33-34) + (2-3)    |                                            |                                            | (31-36) + (3)                              |                        |                        | (33-36) + (6)          |       |

## Resultats
| ← Eleccions al Parlament Basc, 2009 → |                                                                                                  |         |        |        |        |
|                                       | Candidatura                                                                                      | Vots    | %      | Escons | Escons |
| 2009                                  | Candidatura                                                                                      | Vots    | %      | Dif.   |        |
|                                       | Partit Nacionalista Basc (EAJ/PNV)                                                               | 396.557 | 38,56% | 30     | +8     |
|                                       | Partit Socialista d'Euskadi - Euskadiko Ezkerra - Partit Socialista Obrer Espanyol (PSE-EE-PSOE) | 315.893 | 30,71% | 25     | +7     |
|                                       | Partit Popular (PP)                                                                              | 144.944 | 14,09% | 13     | -2     |
|                                       | Aralar                                                                                           | 62.214  | 6,05%  | 4      | +3     |
|                                       | Eusko Alkartasuna (EA)                                                                           | 37.820  | 3,68%  | 1      | -5     |
|                                       | Ezker Batua-Berdeak (EB-B)                                                                       | 36.134  | 3,51%  | 1      | -2     |
|                                       | Unió, Progrés i Democràcia (UPyD)                                                                | 22.002  | 2,14%  | 1      | +1     |
|                                       | Berdeak                                                                                          | 5.531   | 0,54%  | 0      | =      |
|                                       | Por Un Mundo Más Justo (PUM+J)                                                                   | 3.069   | 0,30%  | 0      | =      |
|                                       | Partit Antitaurí Contra el Maltractament Animal (PACMA)                                          | 1.446   | 0,14%  | 0      | =      |
|                                       | Partit Obrer Socialista Internacionalista (POSI)                                                 | 1.143   | 0,11%  | 0      | =      |
|                                       | Partit Família i Vida (PFyV)                                                                     | 1.050   | 0,10%  | 0      | *      |
|                                       | Partit Humanista (PH)                                                                            | 450     | 0,04%  | 0      | =      |
|                                       | Partit Carlista d'Euskal Herria (EKA)                                                            | 302     | 0,03%  | 0      | =      |
|                                       | Partit Comunista de les Terres Basques (EHAK)Nota 1                                              | -       | -      | 0      | -9     |
|                                       | En Blanc                                                                                         | 11.740  | 1,03%  | -      | -      |
|                                       | Nuls                                                                                             | 100.924 | 8,84%  | -      | -      |

### Per circumscripcions
| Eleccions al Parlament Basc, 2009 |        |        |        |        |         |         |         |         |           |           |           |           |
| Candidatura                       | Àlaba  | Àlaba  | Àlaba  | Àlaba  | Biscaia | Biscaia | Biscaia | Biscaia | Guipúscoa | Guipúscoa | Guipúscoa | Guipúscoa |
| Candidatura                       | Vots   | %      | Escons | Escons | Vots    | %       | Escons  | Escons  | Vots      | %         | Escons    | Escons    |
| Candidatura                       | Vots   | %      | 2009   | Dif.   | Vots    | %       | 2009    | Dif.    | Vots      | %         | 2009      | Dif.      |
| EAJ/PNV                           | 45.600 | 30,34% | 8      | +2     | 240.015 | 41,53%  | 12      | +2      | 110.942   | 36,94%    | 10        | +4        |
| PSE-EE-PSOE                       | 47.395 | 31,54% | 9      | +2     | 176.699 | 30,58%  | 8       | +2      | 91.799    | 30,56%    | 8         | +3        |
| PP                                | 32.112 | 21,37% | 6      | -1     | 81.015  | 14,02%  | 4       | -1      | 31.817    | 10,59%    | 3         | =         |
| Aralar                            | 6.585  | 4,38%  | 1      | +1     | 24.586  | 4,25%   | 1       | +1      | 31.043    | 10,34%    | 2         | +1        |
| EA                                | 5.267  | 3,50%  | 0      | -2     | 16.801  | 2,91%   | 0       | -1      | 15.752    | 5,24%     | 1         | -3        |
| EB-B                              | 5.143  | 3,42%  | 0      | -1     | 19.893  | 3,44%   | 0       | -1      | 11.098    | 3,70%     | 1         | =         |
| UPyD                              | 5.974  | 3,97%  | 1      | *      | 10.801  | 1,87%   | 0       | *       | 5.227     | 1,74%     | 0         | *         |
| En blanc                          | 1.797  | 1,12%  | -      | -      | 6.162   | 0,98%   | -       | -       | 3.751     | 1,07%     | -         | -         |
| Nuls                              | 9.048  | 5,62%  | -      | -      | 44.073  | 7,02%   | -       | -       | 47.803    | 13,58%    | -         | -         |

### Projecció del vot nul
Una vegada coneguda la impossibilitat per presentar-se a les eleccions, la plataforma D3M va demanar que s'utilitzés igualment la seva papereta, la qual cosa suposa el vot nul. En els darrers comicis autonòmics de 2005, el total de vots nuls fou de 4035.
| Projecció de resultats comptabilitzant el vot nul                    |                                                                       |        |                 |
| Partit                                                               | Vots                                                                  | Escons | Dif. (resultat) |
| Partit Nacionalista Basc (EAJ/PNV)                                   | 396.557                                                               | 28     | -2              |
| Partit Socialista d'Euskadi - Euskadiko Ezkerra - PSOE (PSE-EE-PSOE) | 315.893                                                               | 23     | -2              |
| Partit Popular (PP)                                                  | 144.944                                                               | 11     | -2              |
| Democràcia Tres Milions (D3M)                                        | 100.924 (D3M, tots els nuls) ≈ 96.000 < 95.000 (Ministeri d'Interior) | 7      | +7              |
| Aralar                                                               | 62.214                                                                | 4      | =               |
| Eusko Alkartasuna (EA)                                               | 37.820                                                                | 1      | =               |
| Ezker Batua-Berdeak (EB-B)                                           | 36.134                                                                | 0      | -1              |
| Unió, Progrés i Democràcia (UPyD)                                    | 22.002                                                                | 1      | =               |

## Dimissions
Ni el líder d'Eusko Alkartasuna, Unai Ziarreta, ni el d'Ezker Batua, Javier Madrazo van aconseguir revalidar la seva acta de parlamentari (ambdós es presentaren com a caps de llista per Biscaia). La mateixa nit de l'1 de març, Ziarreta va posar el seu càrrec de president d'Eusko Alkartasuna a disposició del partit. El 4 de març Serafín Llamas, secretari d'organització d'Ezker Batua, anuncià la seva dimissió i la del coordinador general Javier Madrazo degut als resultats de les eleccions.

## Formació de govern
Malgrat que el Partit Nacionalista Basc va ser la candidatura amb major nombre de vots, no va poder revalidar la coalició de govern que anteriorment formava amb Eusko Alkartasuna i Ezker Batua-Berdeak. Aquesta conjuntura va permetre al front espanyolista format pel PSE-EE-PSOE, el Partit Popular i Unió, Progrés i Democràcia formar govern, amb el líder socialista Patxi López al capdavant com a nou lehendakari d'Euskadi.
Alguns analistes apunten a la possibilitat que el canvi de govern ha estat únicament possible amb el nou repartiment d'escons fruit de la il·legalització de Democràcia Tres Milions.